# Жизнь в чемоданах
«Жизнь в чемоданах» (англ. A Life in Suitcases: A History of Tulse Luper) — полнометражный фильм Питера Гринуэя, в котором кратко пересказываются показанные в фильмах «Моавитская история», «Антверпен», «Из Во к морю» и «От Сарка до конца» события из жизни Тульса Люпера — выдуманного Гринуэем журналиста, писателя и коллекционера, проведшего большую часть жизни в тюрьмах.

## Сюжет
Сюжет в целом повторяет «Моавитскую историю», «Антверпен», «Из Во к морю» и «От Сарка до конца», однако нумерация эпизодов в фильме несколько другая:
1. Ньюпорт, Уэльс, Великобритания, 1921 год

2. Моаб, Юта, США, 1934 (1938) год

3. Антверпен, Бельгия, 1938—1940 годы

4. Замок Во-ле-Виконт, Франция, 1940 год

5. Страсбург, Франция, 1941 год

6. Динар, Иль-и-Вилен, Бретань, Франция, лето 1941 года

7. Галерея «Фортлан, 17», Гент, Бельгия, 2003 год

8. Остров Сарк, Нормандские острова, Ла-Манш, Великобритания

9. Турин, Италия, 1942—1943 годы

10. Венеция, Италия, зима — весна 1944 года

11. Рим, Италия, 1944—1945 годы

12. Будапешт, Венгрия, 1944 год

13. Кройцбург, ГДР, 1951 год

14. Комптон-Верни, Уорикшир, Великобритания, 2004 год